# Давид Яролім
Давид Яролім (чеськ. David Jarolím, нар. 17 травня 1979, Часлав) — чеський футболіст, центральний півзахисник французького «Ев'яну» та національної збірної Чехії.
Чемпіон Чехії. Володар Кубка Чехії. Дворазовий володар Кубка Німеччини. Дворазовий чемпіон Німеччини. Дворазовий володар Кубка Інтертото.

## Клубна кар'єра
У дорослому футболі дебютував 1995 року виступами за команду клубу «Славія», в якій провів два сезони, взявши участь у 12 матчах чемпіонату. За цей час виборов титул чемпіона Чехії.
1997 року молодий півзахисник отримав пропозицію продовжити кар'єру у складі мюнхенської «Баварії» і переїхав до Німеччини. У клубній структурі «Баварії» провів 3,5 сезони, граючи насамперед за її другу команду, у складі основної команди провів лише одну гру в Бундеслізі.
2000 року уклав контракт з іншим німецьким клубом, «Нюрнбергом», у складі якого почав отримувати досвід регулярних виступів за головну команду. Провів у Нюрнберзі три роки своєї кар'єри гравця.
З 2003 року захищає кольори команди клубу «Гамбург». З цією командою двічі перемагав у розіграшах Кубка Інтертото.

## Виступи за збірні
Протягом 1999—2002 років залучався до складу молодіжної збірної Чехії. На молодіжному рівні зіграв у 11 офіційних матчах, забив 2 голи.
2005 року дебютував в офіційних матчах у складі національної збірної Чехії. Наразі провів у формі головної команди країни 29 матчів, забивши 1 гол.
У складі збірної був учасником чемпіонату світу 2006 року у Німеччині, а також чемпіонату Європи 2008 року в Австрії та Швейцарії.

## Титули і досягнення
- Чемпіон Чехії (1):

«Славія»: 1995–96
- Володар Кубка Чехії (1):

«Славія»: 1996–97
- Володар Кубка Німеччини (2):

«Баварія»: 1997–98, 1999–00
- Володар Кубка німецької ліги (3):

«Баварія»: 1997, 1998, 1999
- Чемпіон Німеччини (2):

«Баварія»: 1998–99, 1999–00
- Володар Кубка Інтертото (2):

«Гамбург»: 2005, 2007